# Chamberland-filter

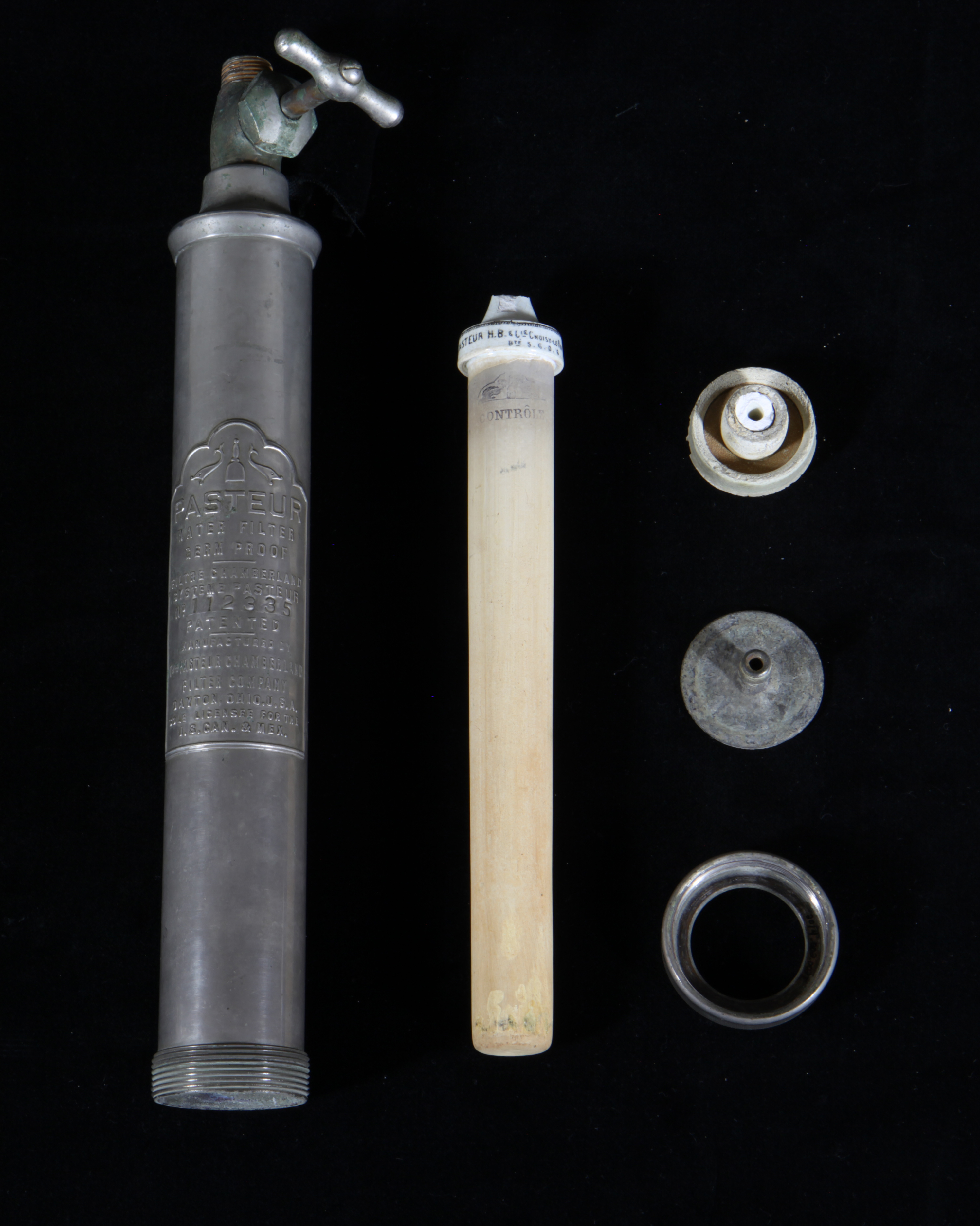
Onderdelen van een Chamberland-filter. De porseleinen dop (rechtsboven) past op het biscuit-filter (midden).

Een Chamberland-filter is een porseleinen waterfilter, dat in 1884 uitgevonden werd door de Franse microbioloog Charles Edouard Chamberland. Het filter is voor bacteriën ondoorgankelijk, en werd aanvankelijk gebruikt om vloeistoffen te steriliseren.
Het filter bestaat uit een permeabele ongeglazuurde porseleinen buis (een zogenaamde biscuit) met daarin een ring van geëmailleerd porselein waar de instroompijp doorheen past. De kern van het porselein bestaat uit een metalen pijp met poriën waardoorheen het water naar buiten stroomt en wordt opgevangen. Filtratie vindt plaats door middel van drukkracht.

## Geschiedenis
Het Chamberland-filter werd ontwikkeld door Charles Edouard Chamberland, een van de assistenten van Louis Pasteur in Parijs. In 1884 adviseerde hij een dergelijk filter om zuiver drinkwater te verkrijgen, geheel vrij van bacteriën, de kleinste micro-organismen die destijds bekend waren (sterilisatie).
Toepassing van het Chamberland-filter leidde tot de ontdekking van onder meer difterie- en tetanustoxines die ook na filtratie nog steeds ziekte konden veroorzaken. Identificatie van deze toxines droeg bij aan de ontwikkeling van antitoxines om dergelijke ziekten te behandelen. Tegen het eind van de negentiende eeuw werd het filter door Dmitri Ivanovski gebruikt om onderzoek te doen naar een onzichtbare ziekteverwekker. Later ontdekte Martinus Beijerinck bij een herhaling van dit experiment het bestaan van virussen: kleine replicerende deeltjes die veel kleiner waren dan bacteriën, en door de microscopisch kleine poriën van het filter niet tegengehouden konden worden. Zijn publicatie markeerde het begin van de virologie.